# Gijze Stroboer
Gijze Stroboer (* 24. Mai 1954 in Amsterdam) ist ein ehemaliger niederländischer Wasserballspieler. Mit der niederländischen Nationalmannschaft wurde er Olympiadritter 1976.

## Sportliche Karriere
Bei den Olympischen Spielen 1972 in München erreichten die Niederländer nur den dritten Platz in ihrer Vorrundengruppe und spielten um die Plätze 7–12. Am Ende belegten sie den siebten Platz. Stroboer war in allen acht Spielen dabei und erzielte insgesamt fünf Tore, davon drei im Platzierungsrundenspiel gegen Rumänien.
1976 bei den Olympischen Spielen in Montreal erreichten die Niederländer als Vorrundenerste die Finalrunde. Nach der Finalrunde standen die Ungarn als Olympiasieger fest. Dahinter hatten die Italiener und die Niederländer jeweils zwei Siege, zwei Unentschieden und eine Niederlage. Die Tordifferenz war ebenfalls gleich und im direkten Vergleich hatten sich die beiden Teams mit 3:3 getrennt. Die Italiener erhielten die Silbermedaille dank der mehr erzielten Tore in der Finalrunde, den Niederländern wurde die Bronzemedaille überreicht. Nach der Bronzemedaille bei den Olympischen Spielen 1948 war dies die zweite olympische Medaille für den niederländischen Wasserball, die dritte gewannen die Wasserballerinnen mit Gold 2008. Stroboer wirkte 1976 in allen acht Spielen mit und warf zwei Tore gegen Rumänien.
Der 1,92 Meter große Stroboer spielte für De Robben aus Hilversum.